# Alte Kämmerei
Die Alte Kämmerei der Norddeutschen Wollkämmerei & Kammgarnspinnerei (Nordwolle) in Delmenhorst, Fabrikhof 9/10, wurde 1884 gebaut. Es wurde dann als Speiseanstalt der Nordwolle genutzt. Hier ist heute das Restaurant Alte Kämmerei bzw. seit 2007 El Mariachi.
Das Gebäude ist ein Baudenkmal in Delmenhorst.

## Geschichte
Die Nordwolle war ein bedeutendes Unternehmen für die Verarbeitung von Wolle und Kammgarn. Die Zahl der Mitarbeiter wuchs rapide an: 1887 waren es 900, um 1911 bereits 3000 Personen.
1884 wurde das ein- und zweigeschossige historisierende verklinkerte Gebäude im Stil der Neoromanik mit einem Krüppelwalmdach für den Betrieb als Wollkämmerei gebaut, entworfen vom damaligen Hausarchitekten der Nordwolle, dem Bremer Baumeister Wilhelm Weyhe. Markant ist der Giebel mit der Rosette.
Nachdem das Haus für den Kämmereibetrieb zu klein geworden war, wurde es umgebaut zur Speiseanstalt für die Arbeiter der Nordwolle. Die Speiseanstalt wurde ab etwa 1983 als Galerie und Bistro genutzt. Später, wohl um 1996, wurde der Speisesaal abgerissen.
Das verbliebene Haus wurde 1996 saniert und zur Gastwirtschaft Alte Kämmerei im Jugendstil umgebaut. Erneut wurde das Haus 2007 saniert.